# 포르 티
《포르 티》(스페인어: Por ti)은 2002년 방영된 멕시코의 텔레노벨라이다.

## 캐스트
- 아나 데 라 라게라 - 마리아 알다나 / 이사벨 미란다
- 레오나르도 가르시아 - 마르코 안토니오 코르테스 오로즈코